# Microrégion de Vitória
La microrégion de Vitória est l'une des quatre microrégions qui subdivisent le centre de l'État de l'Espírito Santo au Brésil.
Elle comporte 5 municipalités qui regroupaient 1 565 393 habitants en 2010 pour une superficie totale de 1 447 km2.

## Municipalités
- Cariacica
- Serra
- Viana
- Vila Velha
- Vitória